# Col de Surenen
Le col de Surenen est un col de montagne situé en Suisse, dans les Alpes.

## Situation
Situé dans le canton d'Uri, il relie la vallée de l'Aa d'Engelberg à celle de la Reuss.